# سوسو (لاعب كرة قدم)
خوسيه خواكين فرنانديز سيز دو لا توري (بالإسبانية: Suso)‏ المعروف ب (سوسو) المولود في 19 نوفمبر 1993. هو لاعب كرة قدم إسباني يلعب في خط وسط فريق إشبيلية الإسباني.

## بداياته
التحق سوسو بفريق الشباب في نادي كاديز في إسبانيا بعمر 12 عاما. بزغ نجمه للمرة الأولي في عمر ال15 عدما نال نجومية إحدي المباريات الودية وانتقل في صيف العام 2010 لأكاديمية نادي ليفربول رافضا الانضمام لكل من برشلونة وريال مدريد. يقول سوسو: «كنت علي وشك الانضمام لريال مدريد ولكن قبلها بيوم فقط إتصل بي رافائيل بينيتيز الذي أقنعني بفكرة الانضمام لليفربول وعندها غيرت خططي». يصفه مدربه الأول في كاديز كيكي غونزاليز بأنه «شاب ذو جودة عالية، تسديداته جيدة، رؤيته للمعب رائعه وقدرته علي التمرير لا تصدق»
إنضم سوسو لليفربول في البداية عن طريق الإعارة إلي أن بلغ السنة القانونية ووقع عقده الاحترافي الأول بسن السابعة عشر. في الأول من أغسطس عام 2010 للعب سوسو للمرة الأولي مع الفريق الأول لليفربول في المباراة أمام بورسيا مونشنغلادباخ في تحضيرات الموسم. ومنها انتقل للعب في الفريق الرديف لبقية الموسم متجاوزا محطة الأكاديمية ليحصل علي 17 ظهور مع الفريق هي الأعلي ذلك الموسم كما سجل ثلاثة أهداف لتعتبر انطلاقة حقيقية لمسيرة الشاب في الميرسايد. في الموسم التالي سجل سوسو خمسة أهداف في 17 ظهور أيضا كما شارك في سبع مباريات في بطولة الجيل القادم.

### ليفربول
إصطحب المدرب الجديد لليفربول برندان رودجرز سوسو معه إلي أمريكا الشمالية ضمن قائمة الفريق الأول في إطار الجولة التحضيرية لموسم 2012-2013 وشارك في المبارة ضد فريق تورتنو الكندي وقدم أداء جيدا للغاية.
وفي 20 سبتمبر 2012 سجل سوسو ظهوره الرسمي الأول مع الفريق في المباراة ضد فريق يونغ بويز السويسري في بطولة الدوري الأوروبي حيث لعب المباراة كاملة ونال إستحسانا من قبل المدرب برندان رودجرز. بعدها بثلاثة أيام فقط حصل سوسو علي الظهور الرسمي الأول كذلك في الدوري الإنجليزي عندما شارك كبديل في المباراة ضد مانشستر يونايتد وقدم أداء باهرا.
استمر ظهور سوسو مع الفريق الأول ليشارك في المباراة التالية ضد وست برميتش ألبيون في بطولة كأس الدوري عندما صنع هدفا لزميله التركي نوري شاهين.
في 19 أكتوبر 2012 أظهر سوسو التزامه للنادي بتوقيع عقد طويل الأمد مستحوذا علي مديح مدربه لما أظهره من «نضج والتزام».
وقع الإتحاد الإنجليزي لكرة القدم عقوبة يوم الثلاثاء 18 ديسمبر 2012 قدرها 10,000 جنيه إسترليني لوصفه زميله في الفريق خوسيه إنريكه «بالشاذ» رغم أن الأخير قال أن الأمر لا يعدو كونه مزاحا.

## التمثيل الدولي
مثل سوسو منتخب بلاده لكل الفئات العمرية ونال في العام 2012 بطولة أوروبا لمنتخبات تحت (19) عاما.

## روابط خارجية
- سوسو على موقع الاتحاد الدولي (مؤرشف)  (الإنجليزية)
- سوسو على موقع الاتحاد الأوربي (الإنجليزية)
- سوسو على موقع إي إس بي إن إف سي (الإنجليزية)
- سوسو على موقع قاعدة بيانات كرة القدم.إي يو (الإنجليزية)
- سوسو على موقع بيانات كرة القدم. دي إي (الألمانية)
- سوسو على موقع ليكيب (الفرنسية)
- سوسو على موقع ناشيونال فوتبول تيمز (الإنجليزية)
- سوسو على موقع Soccerbase.com (لاعب) (الإنجليزية)
- سوسو على موقع Soccerway.com (الإنجليزية)
- سوسو على موقع عالم كرة القدم.نت (الإنجليزية)